# フォープレイ
フォープレイ（Fourplay）は、ピアニストのボブ・ジェームス、ギタリストのリー・リトナー、ベーシスト兼ボーカルのネイザン・イースト、ドラマーのハービー・メイソンの4人により1990年に結成された、スムーズジャズ、フュージョンのグループ。ギタリストは、ラリー・カールトンを経てチャック・ローブにメンバー・チェンジしている。

## 歴史
1990年、ボブ・ジェームスのリーダー・アルバム『グランド・ピアノ・キャニオン』にて、リー・リトナー、ネイザン・イースト、ハービー・メイソンを加えた4人で揃ってセッションを行い意気投合しグループを結成した。翌年にセルフ・タイトル・アルバムでデビュー。マーヴィン・ゲイの「アフター・ザ・ダンス」のカバーにはエル・デバージがゲスト出演している。このアルバムは、『ビルボード』誌のコンテンポラリー・ジャズ・チャートで33週間1位を記録した。続くアルバム『ビトゥイーン・ザ・シーツ』、『エリクシール』と好成績を残し、3作ともゴールド・ディスクを獲得している。
4作目の企画をする中、リー・リトナーが多忙のためレコーディングの先送りを申し出た。しかしリトナーは、自主レーベル「i.e.ミュージック」を設立し更に忙しくなったため、4作目の製作はいよいよ困難になった。そこで他のメンバーは代わりのギタリストを探すことを決意し、ジョナサン・バトラー他数人の候補を挙げて交渉したが、直前にセッションしていたイーストがラリー・カールトンを推挙して、口説き、カールトンが加入した。 
1997年に、新生フォープレイとしてアルバム『④』をリリース。リトナーと違いそれまで他のメンバーとのセッションの機会も少なく、録音間際での加入で作曲に参加できないなど当初のカールトンは他のメンバーとの距離が見受けられたが、1999年に企画でクリスマス・アルバム『スノーバウンド』、2000年に『イエス、プリーズ!』と新メンバーでもアルバムを発表し続け、以前にも増して結束力と各個性を強化した「ニュー・フォープレイ」を確立した。この後、メンバーは、それぞれの忙しいソロ活動と並行してグループ活動を継続した。またこの間、グループでボニー・ジェイムスとリック・ブラウンの合作アルバム『シェイク・イット・アップ』にゲスト出演している。2001年に古巣のワーナー・ブラザース・レコードを離れ、アリスタが新設したジャズ･レーベル、ブルーバード・レコードに移り、6作目『ハートフェルト』を発表、2006年に通算10作目となる『X (テン)』を発表した。
2008年に公式サイトにて、2月4日にヘッズ・アップ・インターナショナルに移籍したと発表。9月に『エナジー』を発表、日本ではボーナストラックを加え1ヶ月前に先行発売している。また8月には2005年に行われたケープタウンでのライブを収録したDVD『ベスト・オブ・フォープレイ - ライヴ・イン・ケープタウン』が発売されている。
2010年2月に、ラリー・カールトンがソロ活動に従事するため脱退。後任にチャック・ローブが参加し、10月に『レッツ・タッチ・ザ・スカイ』が発表された。
2015年8月に、バンド結成25周年記念アルバム『シルヴァー』が発表された。このアルバムには、ゲストとしてリトナーとカールトンがそれぞれ一曲ずつ参加している。9月6日には、第14回東京JAZZに日曜日夜の部のヘッドライナーとして出演。アンコールでは同日夜の部に出演したリトナーと、昼の部に出演したカールトンがゲストとして登場し、歴代全メンバーによる共演が行われた。
2016年10月10日、東京シーサイド・ジャズフェスティバルに出演。急病で出演できなかったチャック・ローブの代演に急遽ラリー・カールトンが参加。フォープレイは三日間のフェスティバルの初日と最終日の2回の出演であったが、初日は降雨中止となったため、一夜限りの復活となった。
2017年7月にギターのチャック・ローブが死去。2018年1月公式サイトにおいて、2018年は活動休止、2019年に再編するとのスケジュールが公表された。

## メンバー

### 最新ラインナップ
- ボブ・ジェームス (Bob James) - ピアノ、キーボード (1990年 - )
- ネイザン・イースト (Nathan East) - ベース、ボーカル (1990年 - )
- ハーヴィー・メイソン (Harvey Mason) - ドラム (1990年 - )

### 旧メンバー
- リー・リトナー (Lee Ritenour) - ギター (1990年 - 1997年)
- ラリー・カールトン (Larry Carlton) - ギター (1998年 - 2010年)
- チャック・ローブ (Chuck Loeb) - ギター (2010年 - 2017年) ※2017年死去

## ディスコグラフィ

### アルバム
- 『フォープレイ』 - Fourplay (1991年、Warner Bros.)

エル・デバージ参加
- 『ビトゥイーン・ザ・シーツ』 - Between the Sheets (1993年、Warner Bros.)

グラミー賞ノミネート作。タイトル曲はアイズレー・ブラザーズのカバーで、チャカ・カーン参加。
- 『エリクシール』 - Elixir (1995年、Warner Bros.)

グラミー賞ノミネート作。フィル・コリンズ、パッティ・オースティン、ピーボ・ブライソン参加。
- 『ベスト・オブ・フォープレイ』 - The Best of Fourplay (1997年、Warner Bros.) ※ベスト盤

未発表曲あり、TAKE 6参加。
- 『④』 - 4 (1998年、Warner Bros.)

ベビーフェイス、ケヴィン・レトー他参加。
- 『スノーバウンド』 - Snowbound (1999年、Warner Bros.) ※クリスマス企画アルバム

エリック・ベネイ、ガブリエラ・アンダース、ジェリー・ヘイ他参加
- 『イエス、プリーズ!』 - Yes, Please! (2000年)

シェリー参加。
- 『ハートフェルト』 - Heartfelt (2002年、Bluebird/Arista)

ベビーフェイス参加。
- 『ジャーニー』 - Journey (2004年、Bluebird/Arista)
- 『X』 - X (2006年、Bluebird/Arista)

マイケル・マクドナルド参加。
- 『エナジー』 - Energy (2008年、Heads Up)

エスペランサ、ヒラリー・ジェームス（ボブの娘）参加。
- 『レッツ・タッチ・ザ・スカイ』 - Let's Touch the Sky (2010年、Heads Up)

アニタ・ベイカー、ルーベン・スタッダード参加。
- 『エスプリ・ドゥ・フォー』 - Esprit De Four (2012年、Heads Up)

松田聖子参加。
- 『シルヴァー』 - Silver (2015年、Heads Up)

ラリー・カールトン、リー・リトナー参加。

### ライブ・アルバム
- Fourplay Live The Authorized Bootleg (1992年)

### 参加アルバム
- ボニー・ジェームス & リック・ブラウン : 『シェイク・イット・アップ』 - Shake It Up (2000年、Warner Bros.) ※「Love's Like That」に参加

### DVD
- 『イブニング・オブ・フォープレイ Vol.1,2』 - An Evening of Fourplay: Volumes I and II (1994年)
- 『ベスト・オブ・フォープレイ - ライヴ・イン・ケープタウン』 - Live in Cape Town (2005年)
- Live at San Javier Jazz Festival (2006年)